# Grand Ravine British Cemetery
Grand Ravine British Cemetery is een Britse militaire begraafplaats met gesneuvelden uit de Eerste Wereldoorlog, gelegen in de Franse gemeente Havrincourt (departement Pas-de-Calais).   
De begraafplaats werd ontworpen door Noel Rew en ligt in het open veld op 750 m ten zuidoosten van het dorpscentrum (Eglise Saint-Géry). Vanaf de Rue de Ribécourt bereikt men na 750 m de begraafplaats via een landweg die eindigt in een onverhard pad. 
De begraafplaats heeft een rechthoekig grondplan met een oppervlakte van 406 m² en wordt omsloten door een lage bakstenen muur. De toegang is een metalen hek in de noordelijke hoek. Het Cross of Sacrifice staat centraal tegen de zuidwestelijke muur. 
De graven liggen in drie evenwijdige rijen. Rij B werd door de 62nd Division Burial Officer (deze officier was verantwoordelijk voor het registreren en begraven van de slachtoffers) in december 1917 aangemaakt, en de rijen A en C door dezelfde officier in oktober 1918.
De begraafplaats wordt onderhouden door de Commonwealth War Graves Commission.
Er liggen 139 Britten begraven waaronder 11 niet geïdentificeerde.

## Geschiedenis
Op 20 november 1917 werd het dorp aangevallen en ingenomen door de 62nd (West Riding) Division maar op 23 maart 1918 werd het als gevolg van het Duitse lenteoffensief terug uit handen gegeven. Op 12 september 1918 werd het door de 62nd Division heroverd en bleef, ondanks een hevige vijandelijke aanval de volgende dag, definitief behouden. 

## Onderscheiden militairen
- G.W. Barraclough, onderluitenant bij de Duke of Wellington's (West Riding Regiment)) en John Edwin Cram, onderluitenant bij het Yorkshire Regiment werden onderscheiden met het Military Cross (MC).
- de korporaals Fredrick Benjamin Wilde (Duke of Wellington's (West Riding Regiment)) en Arthur Cole (King's Own Yorkshire Light Infantry) en soldaat Fred Petty (King's Own Yorkshire Light Infantry) werden onderscheiden met de Military Medal (MM).